# 마르그레트 알렉산데르스도티르
마르그레트 알렉산데르스도티르(고대 노르드어: Margrét Alexandersdóttir, 노르웨이어: Margrete Alexandersdotter 마르그레테 알렉산데르스도테르[*], 1261년 2월 28일 ~ 1283년 4월 9일)는 노르웨이 국왕 에이리크 2세의 아내로 노르웨이의 왕비였다.
스코트인의 왕 알락산다르 3세 막 알락산다르와 그 첫 부인 마거릿 플랜태저넷(잉글랜드 국왕 헨리 3세의 딸, 에드워드 1세의 누이)의 딸로 윈저 성에서 태어났다. 마거릿은 20세 때 노르웨이로 건너가 당시 13세의 에이리크 마그누손과 결혼했다. 1280년 5월 9일 에이리크가 노르웨이 왕위에 올랐고, 1281년 7월 25일 결혼조약이 성사되었다. 이 조약 내용에는 마그라드와 에이리크의 자녀가 스코트인의 왕위 계승권이 있다는 내용이 포함되었다. 마그라드는 지참금으로 14,000 마르크 스털링을 가져갔고, 노르웨이 베르겐에서 결혼식을 올리고 여왕으로 대관했다.
마그라드와 에이리크의 결혼은 전형적인 정략결혼으로, 1266년 퍼스 조약 이래로 골이 깊어진 스코틀랜드와 노르웨이 사이의 적대관계를 완화하기 위한 것이었다. 마그라드는 딸 마르그레트를 낳다가 또는 낳은 직후에 출산 후유증으로 사망했다.
마그라드의 사적은 래너코스트 연대기, 스코트인의 연대기에 기록되어 있다. 스코트인의 연대기에서는 마그라드가 죽은 날짜가 1283년 4월 9일이라고 하고 래너코스트 연대기에서는 1283년 2월 27일-28일이라고 한다.

## 참고 자료
- Anderson, A. Orr Early Sources of Scottish History (Vol 2, Edinburgh. 1922)